# 플레이보이TV
플레이보이 TV(Playboy TV)는 미국의 유료 성인영화 텔레비전 채널이다.

## 역사
1980년 12월 9일, 뉴욕의 케이블 TV 회사였던 케이블비전에 소속된 네 케이블 회사의 합작투자회사인 레인보우 프로그래밍 서비시스는 심야에 R 등급의 B급 영화를 방송하는 채널인 에스커페이드(Escapade)를 개국했다. 에스커페이드는 개국 때 화요일부터 토요일까지 방송했고, 1981년 7월에는 일주일 방송으로 확대했다.
1981년 8월에 플레이보이 엔터프라이시스는 에스커페이드의 지분 절반을 소유하고 1982년 초에 플레이보이 잡지의 내용물을 반영한 프로그램 제작 계획을 발표했다. 그해 1월 21일부터 4시간 편성 블록인 더 플레이보이 채널 온 에스커페이드가 방송되었다. 첫 프로그램은 존 데릭과 보 데릭의 인터뷰였고, 이어서 섀넌 트위드의 모습이 담긴 영상과 독일의 성인 영화 〈바네사〉(Vanessa)가 방송되었다. 1개월 후, 에스커페이드는 플레이보이 프로그램의 편성을 늘렸다.
에스커페이드는 1982년 11월 18일에 더 플레이보이 채널로 개편되었다.